# Уолтерс, Керран
Ке́рран Уо́лтерс (англ. Curran Walters; род. 16 января 1998 года, Ок Парк, Калифорния, США) — американский актёр, наиболее известен по роли Джейсона Тодда в сериале «Титаны».

## Биография
Родился 16 января 1998 года в Ок Парк, Калифорния. Посещал старшую школу города Ок Парк. Есть младшая сестра по имени Харлоу.
В июле 2018 года отец Керрана, Джейсон Уолтерс, умер в возрасте 43-х лет.

## Карьера
Перед тем как начать играть в кинофильмах и телесериалах, снимался в различных рекламных роликах, а также неоднократно участвовал в качестве модели в показах таких марок, как Lee, Tilly’s и Brothers. На телевидении дебютировал в 2014 году, снявшись в телевизионном фильме «Growing Up and Down». А в 2015 году появился в эпизоде сериала «Новенькая».
В 2016 году сыграл роль молодого Джексона Брукса в сериале «Игра в молчанку» и роль Эвана в двух эпизодах сериала «Истории Райли», а также появился в небольшой роли в фильме «Женщины XX века». В том же году получил свою первую главную роль в сериале «Слишком близко к дому».
С 2018 по 2023 год исполнял роль Джейсона Тодда в супергеройском веб-сериале «Титаны».

## Фильмография
| Год       |    | Русское название          | Оригинальное название    | Роль                |
| --------- | -- | ------------------------- | ------------------------ | ------------------- |
| 2014      | тф | —                         | Growing Up and Down      | Чэд                 |
| 2015      | с  | Новенькая                 | New Girl                 | молодой Джейк Апекс |
| 2016      | с  | Игра в молчанку           | Game of Silence          | Джексон в молодости |
| 2016      | с  | Истории Райли             | Girl Meets World         | Эван                |
| 2016      | ф  | Женщины XX века           | 20th Century Women       | Мэтт                |
| 2016—2017 | с  | Слишком близко к дому     | Too Close to Home        | Мак                 |
| 2018      | с  | Просто нет слов           | Speechless               | Зандер              |
| 2018      | с  | Алекса и Кэти             | Alexa & Katie            | Гэбриэл             |
| 2018      | с  | Лучшие из худших выходных | Best.Worst.Weekend.Ever. | Пэтчес              |
| 2018      | тф | —                         | Playing Dead             | Лукас               |
| 2018—2023 | с  | Титаны                    | Titans                   | Джейсон Тодд        |
| 2019      | с  | Семья                     | Fam                      | Кайл                |
| 2019      | ф  | Не отвечай                | Do Not Reply             | Дилан               |
| 2019      | с  | Супергёрл                 | Supergirl                | Джейсон Тодд        |
| 2020      | с  | Легенды завтрашнего дня   | Legends of Tomorrow      | Джейсон Тодд        |